# Ol-Vir
Ol-Vir è un personaggio dei fumetti pubblicati da DC Comics. È un supercriminale nel futuro dell'Universo DC. Comparve per la prima volta in Legione of Super-Heroes (vol. 2) n. 294 (dicembre 1982), ed è spesso descritto come un membro della Legione dei Supercriminali.

## Biografia del personaggio
Nel XXX secolo, il tiranno apokolipsiano Darkseid rubò le abilità di Mordru e di Time Trapper, utilizzandole per schiavizzare l'intera popolazione del pianeta Daxam. Quindi trasportò il pianeta in un sistema provvisto di un sole giallo, donando ad ognuno dei tre miliardi di daxamiti poteri equivalenti a quelli di Superman. Gli schiavi daxamiti si diedero alla devastazione in tutto il territorio dei Pianeti Uniti, e uno di loro - un bambino di nome Ol-Vir - attaccò il pianeta di Takron-Galtos. Il membro della Legione dei Super-Eroi Chameleon Boy riuscì a trattenere il piccolo intossicandolo con una cellula del mostro Validus, unico essere potente quanto un daxamita. La Legione ingaggiò una battaglia contro Darkseid, riuscendo a togliere il suo controllo mentale sui daxamiti e costringendolo alla ritirata.
Qualche tempo dopo, Nemesis Kid guidò la Legione dei Supercriminali in un assalto coordinato contro le loro eroiche controparti. Ol-Vir partecipò all'attacco, ma fu sconfitto quando Element Lad trasformò il suo costume in piombo - la debolezza primaria dei daxamiti. A differenza degli altri daxamiti, il bambino continuava ad adorare Darkseid come un dio: più avanti guidò Validus all’attacco contro la Legione, e tentò di persuadere il mostro a distruggere la coppia di Legionari Lightning Lad e Saturn Girl. Durante questa battaglia, Saturn Girl capì per la prima volta che Validus era suo figlio, rubato in segreto da Darkseid alla sua nascita. Disgustato dal fallimento di Ol-Vir, Darkseid tramutò il bambino in polvere. Rispettando però la forza di volontà di Saturn Girl, riportò Validus al suo stato normale.

### Post-Ora Zero
Ol-Vir non comparve nella linea temporale post-Ora Zero lanciata nel 1994, nemmeno nella continuità della terza versione della Legione lanciata nel 2004 con Teen Titans/Legion Special.

### Post-Crisi Infinita
Dopo la Crisi Infinita, la maggior parte della continuità originale della Legione fu ricostituita. In questa linea temporale, Ol-Vir non fu distrutto da Darkseid. Una volta divenuto adulto, fu uno dei molti criminali che parteciparono all'assalto massiccio alla Legione da parte di Superboy-Prime e la sua Legione dei Supercriminali. Fu sconfitto quando il Live Wire di Terra-247 (abitando il corpo dell'Element Lad di quel mondo) trasformò il Ferro di Terra-247 in piombo.

## Poteri e abilità
Generalmente le abilità di Ol-Vir (e di tutti i daxamiti) sono identiche a quelle di Superman e altri nativi del pianeta Krypton (superforza, velocità, volo, vista a raggi-x, vista calorifica, microscopica e telescopica, invulnerabilità e super udito), con due grandi eccezioni:
1. È vulnerabile al piombo anziché alla kryptonite.
2. L'avvelenamento da piombo è fatale per i daxamiti senza l'ingestione regolare del siero anti-piombo, come quello creato da Brainiac 5 per salvare la vita di Mon-El. Non è chiaro come Ol-Vir sopravvisse all'esposizione al piombo, avvenuta per due volte.